# Lista de universidades de Uganda
Esta é uma lista de universidades em Uganda:

## Universidades públicas
- 1 - Universidade de Busitema (Busitema University) (BUS), localizada em Busitema e fundada em 2007[3]
- 2 - Universidade de Gulu (Gulu University) (GU), localizada em Gulu e fundada em 2003[4]
- 3 - Universidade de Kyambogo (Kyambogo University]) (KYU), localizada em Kyambogo e fundada em 2003[5]
- 4 - Universidade Makerere (Makerere University) (Mak), localizada em Campala e fundada em 1922[6]
- 5 - Universidade Makerere de Administração de Empresas (Makerere University Business School) (MUBS), localizada em Nakawa e fundada em 1997[7]
- 6 - Universidade Mbarara de Ciência e Tecnologia (Mbarara University of Science and Technology) (MUST), localizada em Mbarara e fundada em 1989[8]
- 7 - Universidade de Muni (Muni University) (MU), localizada em Arua e fundada em 2014[9]
- 8 - Universidade de Soroti (Soroti University) (SUN), localizada em Soroti e fundada em 2016[10]
- 9 - Instituto de Gestão de Uganda (Uganda Management Institute) (UMI), localizada em Campala e fundada em 1968[11]

## Universidades privadas
- 1 – Universidade Renovação da África (Africa Renewal University) (ARU), localizada em Ggaba e fundada em 2013
- 2 – Universidade Bíblia Africana (African Bible University) (ABU), localizada em Lubowa e fundada em 2005
- 3 – Universidade Rural Africana (African Rural University) (ARUW), localizada em Kagadi e fundada em 2007
- 4 – Universidade Aga Khan (Aga Khan University) (AKU), localizada em Campala e fundada em 2001
- 5 – Universidade Todos os Santos (All Saints University) (ASU), localizada em Lira e fundada em 2008
- 6 – Universidade Ankole Ocidental (Ankole Western University) (AWU), localizada em Kabwohe e fundada em 2005
- 7 – Universidade Bispo Stuart (Bishop Stuart University) (BSU), 	localizada em Mbarara e fundada em 2003
- 8 – Universidade de Bugema (Bugema University) (BMU), localizada em Bugema e fundada em 1997
- 9 – Universidade Busoga (Busoga University) (BGU), localizada em Iganga e fundada em 1999
- 10 - Universidade Cavendish Uganda (Cavendish University Uganda) (CUU), localizada em Campala e fundada em 2008
- 11 – Universidade Internacional de Ciências da Saúde (International Health Sciences University) (IHSU), localizada em Namuwongo e fundada em 2008
- 12 – Universidade Internacional da África Oriental (International University of East Africa) (IUEA), localizada em Kansanga e fundada em 2011
- 13 – Universidade Islâmica de Uganda (Islamic University in Uganda) (IUIU), localizada em Mbale e fundada em 1988
- 14 – Universidade de Kabale (Kabale University) (KABU), localizada em Kabale e fundada em 2001
- 15 – Universidade Internacional de Campala (Kampala International University) (KIU), localizada em Kansanga e fundada em 	2001
- 16 – Universidade de Campala (Kampala University) (KU), localizada em Ggaba e fundada em 2005
- 17 – Universidade de Kumi (Kumi University) (KUMU), localizada em Kumi e fundada em 1996
- 18 – Universidade Internacional LivingStone (LivingStone International University) (LSIU), localizada em Mbale e fundada em    2011
- 19 - Real Universidade Muteesa I (Muteesa I Royal University) (MRU), localizada em Masaka e fundada em 2007
- 20 – Universidade Montanhas da Lua (Mountains of the Moon University) (MMU), localizada em Fort Portal e fundada em 2005
- 21 – Universidade de Ndejje (Ndejje University) (NDU), localizada em Ndejje e fundada em 1992
- 22 – Universidade de Nkumba (Nkumba University) (NKU), localizada em Nkumba e fundada em 1999
- 23 - Universidade de Nsaka (Nsaka University) (NSU), localizada em Jinja e fundada em 2013
- 24 – Universidade Internacional St. Augustine (St. Augustine International University) (SAIU), localizada em Bunga e fundada em 2012
- 25 – Universidade St. Lawrence (St. Lawrence University) (SLAU), localizada em Mengo e fundada em 2006
- 26 – Universidade Cristã de Uganda (Uganda Christian University) (UCU), localizada em Mukono e fundada em 1997
- 27 – Universidade Mártires de Uganda (Uganda Martyrs University) (UMU), locaalizada em Nkozi e fundada em 1993
- 28 – Universidade Pentecostal de Uganda (Uganda Pentecostal University) (UPU), localizada em Fort Portal e fundada em 2005
- 29 - Universidade de Tecnologia e Gestão de Uganda (Uganda Technology and Management University) (UTAMU), localizada em Campala e fundada em 2012
- 30 - Universidade Victoria de Uganda (Victoria University Uganda) (VUU), localizada em Campala e fundada em 2011

## Universidades militares
- 1 – Universidade de Ciências Militares e Tecnologia (University of Military Science and Technology) (UMST), localizada em Lugazi e fundada em 2007
- 2 – Academia Militar de Uganda (Uganda Military Academy) (UMA), localizada em Kabamba e fundada em 2010
- 3 – Faculdade de Comando Senior e Equipe de Uganda (Uganda Senior Command and Staff College (USCSC), localizada em Kimaka e fundada em 2010
- 4 – Faculdade de Comando Junior e Equipe de Uganda (Uganda Junior Command and Staff College) (UJCSC), localizada em Jinja e fundada em 2010

## Outras instituições
- 1 – Instituto Kigumba de Petróleo (Kigumba Petroleum Institute) (KPI), localizada em Kigumba e fundada em 2009
- 2 – Instituto Indiano Africano de Negócios (India Africa Institute of Trade) (IAIT), localizada em Kampala e fundada em 2011
- 3 – Escola de Internacional de Tecnologia e Comércio ( International School of Business and Technology) (ISBAT), localizada em Kampala e fundada em 2010